# Neo-Wafd
De Neo-Wafd Partij ("New Delegation Party"; Arabisch: Hizb al-Wafd al-Jadid حزب الوفد الجديد) is een nationalistische en liberale partij in Egypte. Ze wordt beschouwd als de belangrijkste oppositiepartij.
De Neo-Wafd komt voort uit de Wafd, een van de oudste en historisch meest actieve partijen van Egypte. Opgericht kort na de Eerste Wereldoorlog, toen het Verenigd Koninkrijk de plaats van het Osmaanse Rijk had overgenomen als toezichthoudende macht. Na de onafhankelijkheid speelde ze een hoofdrol tijdens het koninkrijk Egypte van 1922 tot 1952. Van 1927 tot 1952 berustte de leiding bij Mustapha Al-Nahas Pasja, die een aantal regeringen leidde. De partij werd in die jaren vaak beschuldigd van corruptie, en ze werd ontbonden tijdens de revolutie van 1952, en leidde sindsdien een ondergronds bestaan tijdens de dictatuur van Gamal Abdel Nasser.
In 1983 werd ze opnieuw opgericht als Neo-Wafd. In dat jaar werd het eenpartijstelsel afgeschaft, maar de regeringspartij NDP bleef oppermachtig in het parlement. Bij de wetgevende verkiezingen, in november en december 2005, won de partij 6 van 454 in de Volksassemblée. De verkiezingen van 2010 werden door de Wafd geboycot.
Mahmoud Abaza is de huidige partijvoorzitter. Hij volgde Numan Gumaa op die presidentskandidaat was. Hij behaalde 2.9% van de stemmen.
Tijdens de opstand van begin 2011 trad de Wafd toe tot de interim-regering van premier Ahmed Shafiq: Monier Fakhri Abdel Nour werd op 22 februari beëdigd als minister van toerisme.